# Pawłowice (gromada w powiecie lipskim)
Pawłowice – dawna gromada, czyli najmniejsza jednostka podziału terytorialnego Polskiej Rzeczypospolitej Ludowej w latach 1954–1972.
Gromady, z gromadzkimi radami narodowymi (GRN) jako organami władzy najniższego stopnia na wsi, funkcjonowały od reformy reorganizującej administrację wiejską przeprowadzonej jesienią 1954 do momentu ich zniesienia z dniem 1 stycznia 1973, tym samym wypierając organizację gminną w latach 1954–1972.
Gromadę Pawłowice siedzibą GRN w Pawłowicach utworzono – jako jedną z 8759 gromad na obszarze Polski – w powiecie iłżeckim w woj. kieleckim, na mocy uchwały nr 13k/54 WRN w Kielcach z dnia 29 września 1954. W skład jednostki weszły obszary dotychczasowych gromad Glina, Ostrów, Pawłowice i Wola Pawłowska ze zniesionej gminy Pawłowice w tymże powiecie. Dla gromady ustalono 16 członków gromadzkiej rady narodowej.
1 stycznia 1956 gromada weszła w skład nowo utworzonego powiatu lipskiego w tymże województwie.
31 grudnia 1959 do gromady Pawłowice przyłączono obszar zniesionej gromady Sadkowice w tymże powiecie.
1 stycznia 1969 do gromady Pawłowice przyłączono wsie Zemborzyn Pierwszy i Zemborzyn Drugi ze zniesionej gromady Czekarzewice; z gromady Pawłowice wyłączono natomiast wieś Ostrów włączając ją do gromady Ciszyca w tymże powiecie.
Gromada przetrwała do końca 1972 roku, czyli do kolejnej reformy gminnej.